# أندريا أورلانديني
أندريا أورلانديني (بالإيطالية: Andrea Orlandini)‏ هو لاعب كرة قدم إيطالي في مركز الوسط، ولد في 6 فبراير 1948 في فلورنسا في إيطاليا. شارك مع منتخب إيطاليا لكرة القدم. أما مع النوادي، فقد لعب مع فيورنتينا ونادي ريجيانا 1919 ونادي نابولي.

## وصلات خارجية
- أندريا أورلانديني على موقع قاعدة بيانات كرة القدم.إي يو (الإنجليزية)
- أندريا أورلانديني على موقع ناشيونال فوتبول تيمز (الإنجليزية)